# 瑪格·海根柏格

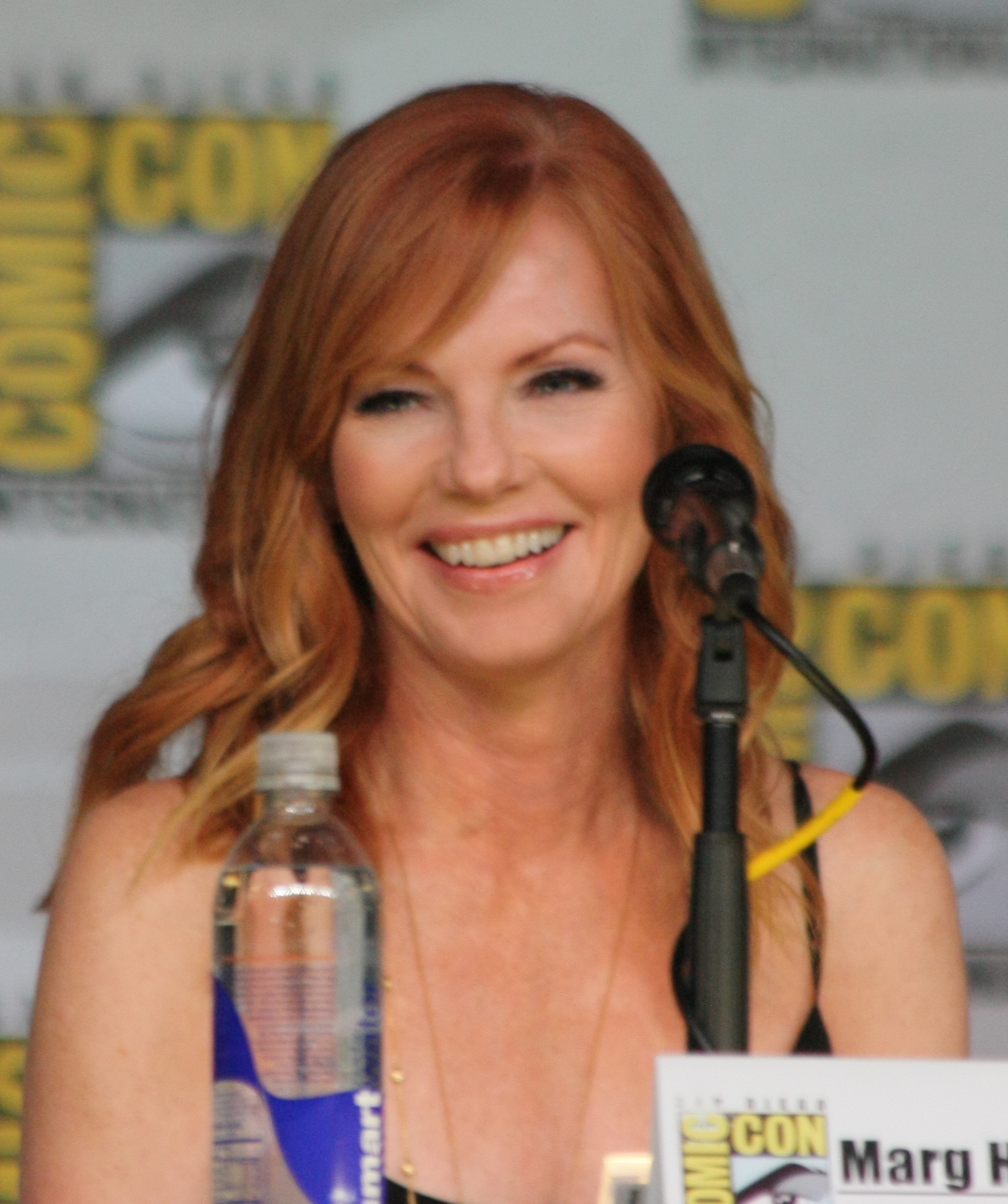
2013年，在聖地牙哥動漫展的瑪格·海根柏格

玛丽·玛格·海根柏格（Mary Marg Helgenberger，1958年11月16日—），是一名美国的电视剧和电影演员。
海根伯格出生在内布拉斯加州的弗里蒙特，她的父母休·海根伯格和凯伊·海根伯格都是罗马天主教徒。
由于她在1981年的电视剧西城大学中的出色表演，她被选中参演肥皂剧里安的希望。1982年3月一直到1986年，海根伯格都在这部电视剧中扮演女三号，但是仍然受到很大的关注。
1984年，海伦伯格和里安的希望中的客串演员阿兰·罗森伯格相识，2年后他们开始约会。1989年，二人结婚，并育有一子，休吉。
她第一次出名是在连续剧中国海滩中，在片中她扮演埃米的角色。
在出演CSI犯罪现场的前六年，她一直和盖瑞·杜尔登一起因出演电视剧“钥匙”而获得艾美奖和美國演員工會獎。在CSI犯罪现场播放后，海根伯格扮演的凯瑟琳·韦罗斯一角受到非常好的反响，也让海根伯格成为家喻户晓的明星。

## 曾参演电视剧
- CSI犯罪现场……凯瑟琳·韦罗斯
- 好公司内……安·福尔曼
- 异种2和异种……劳拉·贝克博士
- 里安的希望……希尔伯翰·里安·诺瓦克